# Heteralonia furvipennis
Heteralonia furvipennis är en tvåvingeart som först beskrevs av Hesse 1956.  Heteralonia furvipennis ingår i släktet Heteralonia och familjen svävflugor.
Artens utbredningsområde är Namibia. Inga underarter finns listade i Catalogue of Life.